# IBM 650

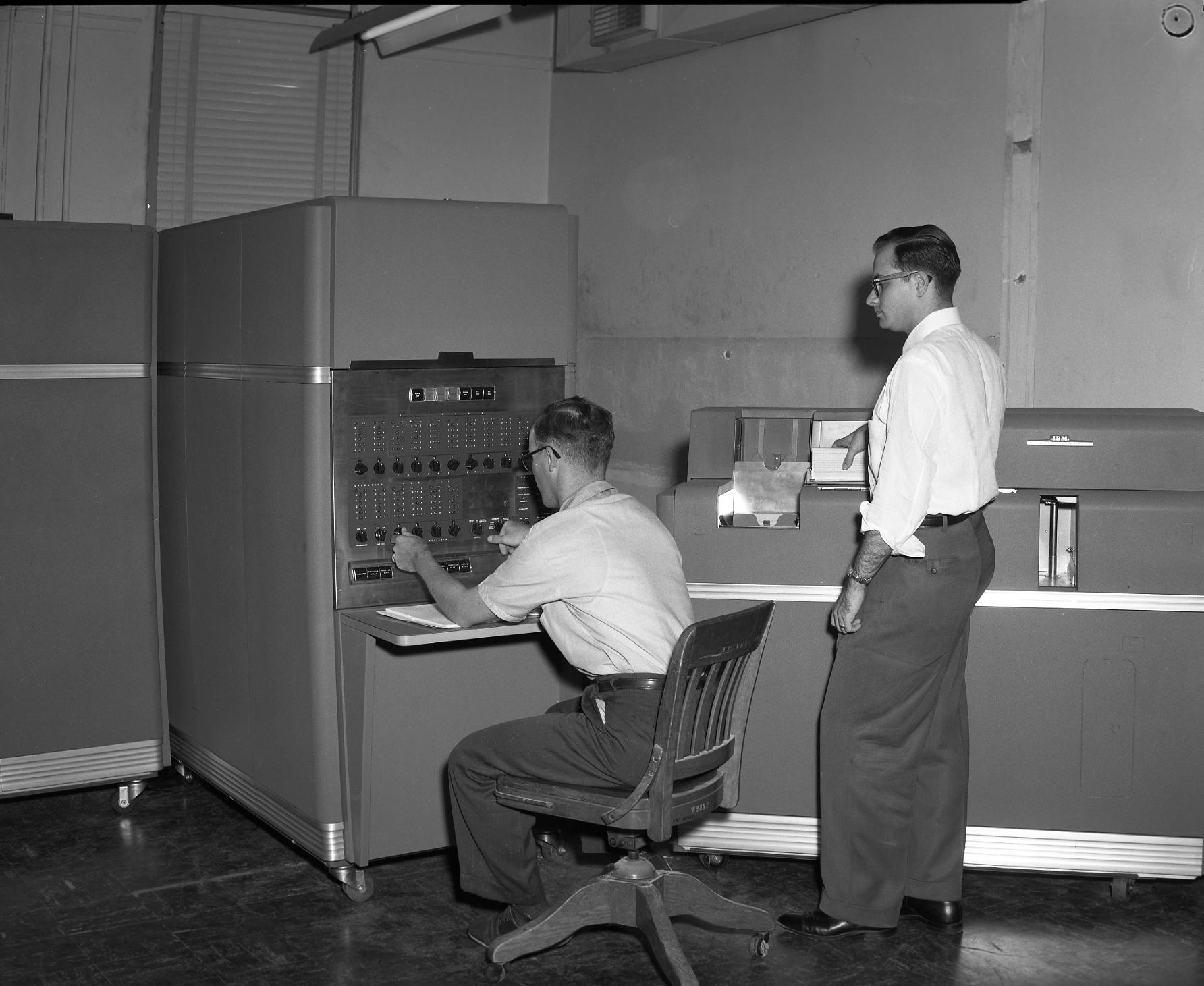
IBM 650 в Університеті Техасу.

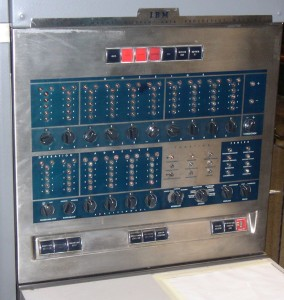
Передня панель IBM 650, індикатори.

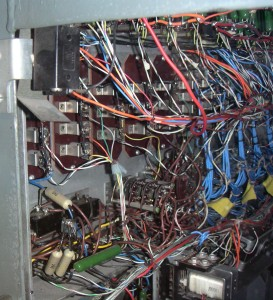
Передня панель IBM 650.

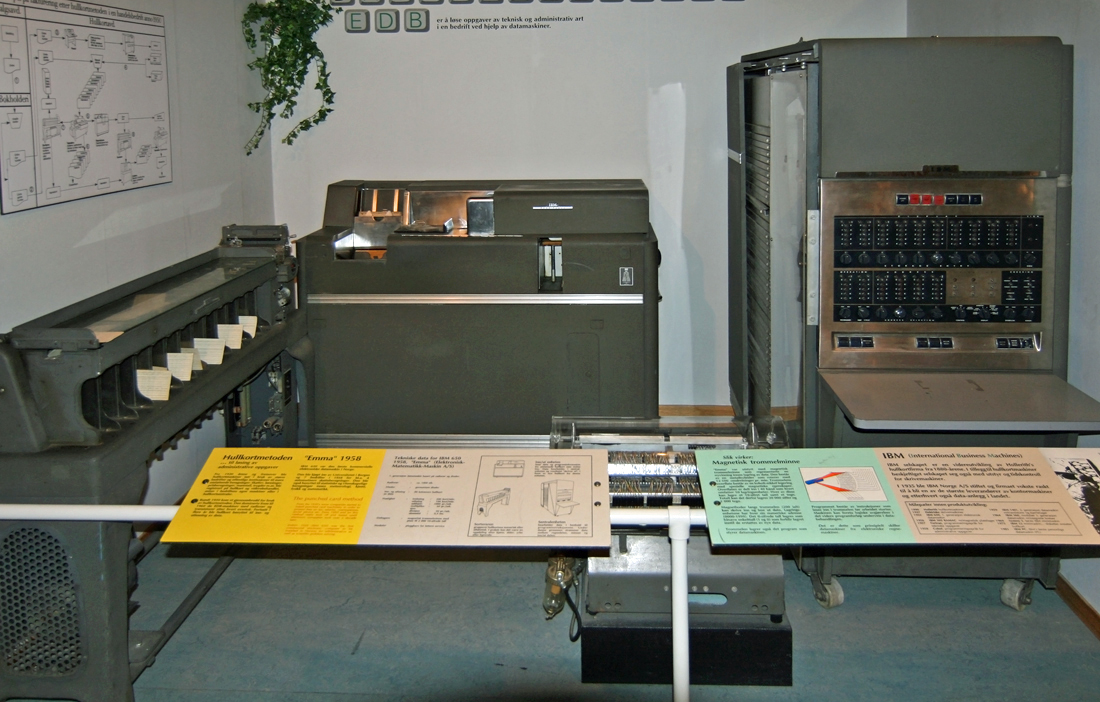
Перший IBM 650 в Норвегії (1959), «EMMA». Норвезький музей науки та технології в Осло.

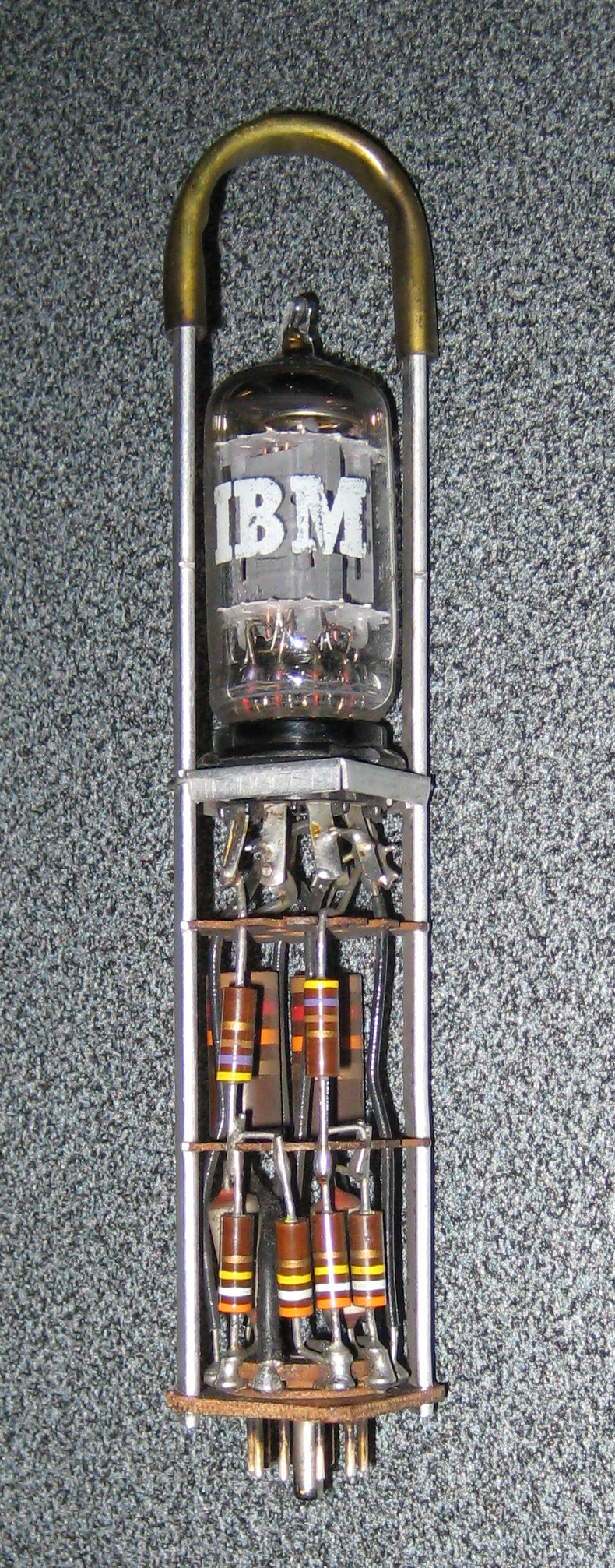
Пристрій на електронних лампах, що використовувався в ІВМ 650.

IBM 650 — комерційний компʼютер фірми IBM. Перший у світі комп'ютер, що серійно випускався. Про початок випуску оголошено 1953. З початку випуску (1954 рік) і до остаточного припинення виробництва 1962 випущено майже 2000 систем. Підтримку IBM 650 та випуск його компонентів було припинено 1969.

## Опис
Дані і адреси були кодовані в десятковій системі, з пам'яттю на обертовому магнітному барабані. IBM 650 широко застосовувався в наукових дослідженнях та інженерній справі. Через його відносно низьку вартість і простоту програмування, IBM 650 став піонером широкого спектра застосувань, починаючи від моделювання до викладання програмування для студентів.

### Апаратне забезпечення
Базова система:
- Консольний блок IBM 650 [Архівовано 3 липня 2012 у Wayback Machine.] (англ. Console Unit), що містив арифметичний процесор, магнітний барабан і схеми керування ним, і консоль оператора
- Блок живлення IBM 655 [Архівовано 3 липня 2012 у Wayback Machine.]
- Зчитувач карток і перфоратор IBM 533 або IBM 537 [Архівовано 3 липня 2012 у Wayback Machine.]

Додаткові компоненти:
- Дисковий накоплювач IBM 355 [Архівовано 3 липня 2012 у Wayback Machine.]. Системи з дисковою пам'яттю були відомі як IBM RAMAC 650 Data Processing System
- Зчитувач перфоркарток IBM 543
- Перфоратор IBM 544
- Пристрій керування пам'яттю на дисках і магнітних стрічках IBM 652 [Архівовано 3 липня 2012 у Wayback Machine.]
- Додатковий контролер IBM 653 [Архівовано 3 липня 2012 у Wayback Machine.]. Містив схеми контролерів стримера, диску, додаткову феритову пам'ять (60 10-розрядних слів), індексні регістри і схему підтримки обчислень з рухомою комою
- Допоміжний алфавітний пристрій IBM 654
- Стример IBM 727 [Архівовано 3 липня 2012 у Wayback Machine.]
- Inquiry Station (IBM 838 [Архівовано 3 липня 2012 у Wayback Machine.])
- Зчитувач з плівки на картку IBM 46 Model 3
- Зчитувач з плівки на картку IBM 47 Model 3
- Пристрій введення даних і перфорації карток IBM 407

### Програмне забезпечення
- BLIS (Bell Laboratories Interpretive System),[2] для триадресної обробки цифр
- IPL.
- SPACE бізнес-орієнтований двокроковий компілятор
- Perlis, A.J.; et al. (4/18/58). Internal Translator; IT, A Compiler for the 650 (PDF). 650 Library Program 2.1.001. Архів оригіналу (PDF) за 19 квітня 2012. Процитовано 2 червня 2012.
- Symbolic Optimal Assembly Program, IBM (1957). SOAP II for the IBM 650 (PDF). C24-4000-0. Архів оригіналу (PDF) за 20 вересня 2009. Процитовано 2 червня 2012.
- IBM (1959). FOR TRANSIT Automatic Coding System for the IBM 650 (PDF). 28-4028. Архів оригіналу (PDF) за 19 квітня 2012. Процитовано 2 червня 2012. Версія мови Fortran, що перетворювала текст в IT, який потім перетворювався в SOAP.
- IBM (1960). FORTRAN Automatic Coding System for the IBM 650 (PDF). 29-4047. Архів оригіналу (PDF) за 19 квітня 2012. Процитовано 2 червня 2012.
- GATE — простий компілятор з односимвольними змінними.
- Покращений обʼєднаний новий компілятор (англ. Revised Unified New Compiler IT Basic Language Extended (RUNCIBLE))
- Макроассемблер (англ. Technical Assembly System (TASS)).